# 業主
業主，是房地產業權的持有人，他們有些目的是自住如住宅用家，有些是作為投資如炒家，或者生產如工廠的業主，又或者第一手地皮業主如政府，或第一手建築物業主如地產發展商。
業主地位的法律證據，就是合法地持有屋契、地契或田契等，他們分別又稱為屋主、地主或田主。由於按揭借款原因，屋契可能交銀行等作為抵押，所以該銀行在期間也稱為是項物業的「業主」Equitable owner，依據衡平法。  （页面存档备份，存于）

## 参看
- 物業投資者
- 業主立案法團
- 逆權侵佔